# Vladimír Mihálik
Vladimír Mihálik, född 29 januari 1987 i Prešov, Slovakien, är en slovakisk professionell ishockeyback som spelar för Timrå IK i Elitserien.
Mihálik valdes som 30:e spelare totalt av Tampa Bay Lightning i NHL-draften 2005.

## Klubbar
| Klubb                 | Tidsperiod  |
| --------------------- | ----------- |
| HC Prešov U18         | 2003 – 2004 |
| HC Prešov U20         | 2004 – 2005 |
| HC Prešov             | 2004 – 2005 |
| Red Deer Rebels       | 2005 – 2006 |
| Prince George Cougars | 2006 – 2007 |
| Norfolk Admirals      | 2007 – 2011 |
| Tampa Bay Lightning   | 2008 – 2010 |
| HC Lev Poprad         | 2011 –      |
| Timrå IK              | 2012 (lån)  |